# Фукушима
Фукушима (јап. 福島市) град је у Јапану у префектури Фукушима. Према попису становништва из 2005. у граду је живело 290.867 становника.

## Географија
Град се налази око 250 km северно од Токија и 80 км јужно од Сендаја.

## Становништво
Према подацима са пописа, у граду је 2005. године живело 290.867 становника.
| 1995.   | 2000.   | 2005.   |
| ------- | ------- | ------- |
| 285.754 | 291.121 | 290.867 |

## Партнерски градови
- Штатберген